# Yellow (郭峰专辑)
《Yellow》（又名《黄的源情》），是中国音乐人郭峰的录音室专辑，于1991年12月31日由日本古倫美亞唱片公司发行。

## 制作
专辑共收录九首作品，其中两首由人声演唱，其余七首为纯音乐。专辑由郭峰和日本后醍醐乐队成员米基吉野共同制作，郭峰本人创作了全部的词曲。除由郭峰本人担任独唱和键盘演奏外，还邀请到了世界各地不同民族的艺术家参与录制，包括保罗吉克逊（Paul Jerome Jackson Jr.，美国）、小塚泰（Yasushi Kozuka，日本）、松原广和（Hirokazu Matsubara，日本）、陶敬颖（中国）、乌布里加塞姆（中国，维族）、香毛措（中国，藏族）、中国中央广播电台儿童合唱团、中国中央民族乐团。

## 评价
专辑中七首纯音乐的编曲结合了中国多民族传统器乐与西方电子乐，前卫又具民族特色。
专辑在先后在日本、美国和中国港台地区发行后受到好评。日本音乐杂志《CD Journal》的編輯稱讚專輯以獨特的神祕情感，重新建構中國獨有的旋律、節奏和樂音。中国香港《发烧音响》杂志社的在其1994年发行的《CD圣经》年刊中评论道：“听完本碟之後，你一定會感到驚奇，因為郭峰雖然身居大陸，但其作曲風格卻極具现代化。這一張《Yellow》代表日本錄音室製作的最高成就，其樂器定位、動態及低頻衝擊力都是罕有咁靚（意为极其罕见）。其中一曲舞，音場的空氣感、樂器的細緻度和震撼性的低音都靚到令人吃驚”。
专辑虽未能在中国大陆地区发行，但仍被音响和CD发烧友熟知，是发烧圈内公认的“试音天碟”。中国大陆知名音响、音乐评论杂志《高保真音响》在2000年10月号中给予该专辑极高的评价，认为其“兼具现代流行音乐的奔放和中国传统民族音乐的典雅”、“每首乐曲都……美不胜收”，且“是经得起时间检验的发烧录音”。2008年，专辑中曲目雪以雪花飞扬之名作为惠威音响的试音音乐发行，收录于《惠威試音天碟 Vol.2 (綜合試音1)》。

## 曲目列表
| 曲序     | 曲目                                                                         |          | 时长  |
| -------- | ---------------------------------------------------------------------------- | -------- | ----- |
| 1.       | 歸 Return                                                                    |          | 5:56  |
| 2.       | 寺 Temple                                                                    |          | 6:32  |
| 3.       | 年 New Year                                                                  |          | 4:40  |
| 4.       | 戀 Love                                                                      |          | 7:26  |
| 5.       | 舞 Dance                                                                     |          | 3:41  |
| 6.       | 你不應該（feat. 香毛措） Never be so                                         | 郭峰     | 4:03  |
| 7.       | 星 Stars                                                                     |          | 4:47  |
| 8.       | 雪 Snow                                                                      |          | 5:57  |
| 9.       | 讓世界充滿愛（feat. 中國中央廣播電台兒童合唱團） Filling the world with love | 郭峰     | 3:33  |
| 总时长： | 总时长：                                                                     | 总时长： | 46:27 |

## 录制团队
- 郭峰（作曲、制作人）
- 米基吉野（共同制作人）
- 保罗吉克逊（贝斯）
- 小塚泰（吉他、小提琴）
- 松原广和（音乐电脑制作）
- 陶敬颖（中国琵琶）
- 乌布里加塞姆（中国手鼓）
- 香毛措（独唱）
- 中国中央广播电台儿童合唱团（合唱）
- 中国中央民族乐团（中国打乐器）